# كليمينشيا باربوتيني
كليمينشيا باربوتيني هي عثة من عائلة أركتيداي. تم العثور عليها في غويانا الفرنسية.